# سان میکله موندووی
سان میکله موندووی (به ایتالیایی: San Michele Mondovì) یک کومونه در ایتالیا است که در استان کونیو واقع شده‌است. سان میکله موندووی ۱۸٫۲ کیلومتر مربع مساحت و ۲٬۰۶۴ نفر جمعیت دارد.